# Cássio Gonçalves
Cássio Gonçalves foi um político brasileiro do estado de Minas Gerais.
Atuou na Assembleia Legislativa do Estado de Minas Gerais durante a 9ª legislatura (1979 a 1983) como deputado estadual, eleito pelo MDB.